# Stiftklotterlav
Stiftklotterlav (Opegrapha vermicellifera) är en lavart som först beskrevs av Kunze, och fick sitt nu gällande namn av J. R. Laundon. Stiftklotterlav ingår i släktet Opegrapha och familjen Roccellaceae.  Arten är reproducerande i Sverige. Inga underarter finns listade i Catalogue of Life.